# دونالد راسيل لونغ
دونالد راسيل لونغ (بالإنجليزية: Donald Russell Long)‏ هو عسكري أمريكي، ولد في 27 أغسطس 1939 في مقاطعة لورنس في الولايات المتحدة، وتوفي في 30 يونيو 1966 في فيتنام الجنوبية.